# Patrick Stewart
Patrick Hewes Stewart (Mirfield, 13 de julho de 1940) é um ator britânico de cinema, televisão e teatro. Ele começou a atuar bem cedo, aos 15 anos, chegando na Royal Shakespeare Company em 1966 e permanecendo lá por mais de uma década. Sua grande ascensão ao estrelato veio em 1987, quando assumiu o papel de Capitão Jean-Luc Picard na série de televisão Star Trek: The Next Generation, interpretando a personagem durante todas suas sete temporadas e quatro filmes.
Após The Next Generation, Stewart teve dificuldades em encontrar outros papéis no cinema e na televisão, com a grande exceção sendo a série de filmes X-Men, em que interpretou o Professor Charles Xavier. Desde então, ele tem concentrado seu tempo no teatro, mesmo assim fazendo várias aparições especiais na televisão e trabalhando na dublagem de filmes, séries de televisão e jogos eletrônicos. Em 2010, Stewart se tornou um Cavaleiro do Império Britânico por seus serviços às artes cênicas.

## Infância e adolescência
Stewart nasceu a 13 de julho de 1940 em Mirfield, Yorkshire, Inglaterra. Ele é filho de Gladys, uma tecelã e trabalhadora têxtil, e Alfred Stewart, Sargento Regimental Maior do Exército Britânico que serviu com a King's Own Yorkshire Light Infantry e anteriormente havia trabalhado como um trabalhador geral e carteiro.
Numa entrevista em 2008, Stewart disse: "Meu pai era um indivíduo muito potente, um homem muito forte que conseguiu o que queria. Foi dito que quando ele caminhou para a campo de desfiles, os pássaros pararam de cantar. Foi muitos, muitos anos depois que eu percebi como meu pai se inseriu em meu trabalho. Eu deixei crescer um bigode para Macbeth. Meu pai não tinha um, porém quando eu me olhei no espelho antes de subir ao palco eu vi o rosto de meu pai me encarando".
Durante toda a infância, Stewart passou por pobreza e desvantagem, uma experiência que mais tarde influenciou suas crenças políticas e ideológicas. Em 2006, Stewart fez um pequeno vídeo contra violência doméstica para a Anistia Internacional, onde ele lembrava dos ataques físicos de seu pai contra sua mãe e o efeito que isso teve nele como criança, e que ele deu seu nome a uma bolsa de estudo na Universidade de Huddersfield, onde ele é Chanceler, para arrecadar fundos para estudos de pós-graduação sobre violência doméstica. Suas experiências de infância também o levaram a ser o patrono da Refuge, uma instituição britânica para mulheres vítimas de abuso.
Ele cursou a Crowlees Church of England Junior and Infants School. Ele atribui sua carreira como ator a um professor de inglês chamado Cecil Dormand que "colocou uma cópia de Shakespeare nas minhas mãos [e] disse, 'Agora levante-se e interprete'". Em 1951, aos 11 anos, ele entrou na Mirfield Secondary Modern School (agora a The Mirfield Free Grammar), ele continuou a estudar teatro. Aos 15 anos, Stewart saiu da escola e começou a participar de mais de um grupo local de teatro. Ele conseguiu um emprego como um repórter de jornal e escritor de obituários, porém depois de um ano, seu empregador lhe fez um ultimato, escolher entre a carreira jornalística ou a de atuação. Ele se demitiu. Seu irmão conta histórias de que Stewart iria comparecer aos ensaios durante o horário de trabalho, e depois criaria as histórias que ele escrevia no jornal. Stewart também já treinou boxe.

## Carreira

### Primeiros trabalhos
Depois de um período na Manchester Library Theatre, ele se tornou um membro da Royal Shakespeare Company em 1966, permanecendo com eles até 1982. Ele era um Artista Associado da companhia em 1968. Ele atuou ao lado de atores como Ben Kingsley e Ian Richardson. Em janeiro de 1967, ele fez sua estreia na televisão em um episódio de Coronation Street como um Bombeiro. Em 1969, ele teve uma rápida ponta na TV como Horácio, junto com Ian Richardson como Hamlet, em uma interpretação na cena dos cavadores de covas como parte do episódio seis da série Civilisation. Ele fez sua estreia na Broadway como Tom Snout na produção lendária produção de Peter Brook de A Midsummer Night's Dream, depois se mudando para a Royal National Theatre no começo da década de 1980. Com o passar dos anos, Stewart teve vários papéis em grandes séries de televisão sem se tornar conhecido. Ele apareceu como Vladimir Lenin em Fall of Eagles; Lúcio Élio Sejano em I, Claudius; Karla em Tinker Tailor Soldier Spy (Baseado no livro de John Le Carré) e Smiley's People; Cláudio em uma adaptação da BBC de Hamlet. Ele também assumiu o papel principal romântico da adaptação da BBC de North and South, de Elizabeth Gaskell, (usando uma peruca). Ele também foi o protagonista, o Dr. Edward Roebuck, na série Maybury, de 1981.
Stewart também teve papéis pequenos em vários filmes como Rei Leondegrance em Excalibur (1981) de John Boorman, o personagem Gurney Halleck na versão de 1984 de Dune e Dr. Armstrong em Lifeforce (1985).
Apesar de não ser rico, Stewart tinha um estilo de vida bem confortável como um ator, ele descobriu que apesar de uma longa carreira, sua reputação não era grande o bastante para trazer a produção de Who's Afraid of Virginia Woolf? para o West End Theatre. Assim, em 1987, Stewart concordou em trabalhar em Hollywood, depois de Robert H. Justman, produtor da renovação de uma série de televisão há muito tempo cancelada, tê-lo visto atuar na Universidade da Califórnia em Los Angeles. Stewart não conhecia nada sobre o programa original, Star Trek, ou seu estado icônico na cultura norte-americana. Ele estava relutante em assinar o contrato padrão de seis anos, porém o fez acreditando que a série iria rapidamente ser um fracasso e ele iria poder retornar para Londres e sua carreira no teatro depois de ganhar algum dinheiro.

### Star Trek: The Next Generation

Stewart como Jean-Luc Picard em Star Trek: The Next Generation

Quando Stewart começou a interpretar seu papel de Capitão Jean-Luc Picard em Star Trek: The Next Generation, o Los Angeles Times o chamou de "ator britânico shakespeariano desconhecido". Stewart não estava preparado para as longas horas de uma produção televisiva, tinha dificuldades em se adaptar aos seus colegas de elenco menos disciplinados, e ficava desapontado ao ter de decorar todas as besteiras tecnológicas. Posteriormente ele entendeu melhor as diferenças culturais entre o teatro e a televisão, ficou amigo íntimo de seus colegas de elenco, e passou a gostar muito da fala "contínuo de espaço-tempo". Marina Sirtis credita a Stewart "pelo menos 50% senão mais" do sucesso do programa porque outros emulavam seu profissionalismo e dedicação a atuação.
Além de tê-lo feito um homem rico pelo enorme sucesso do programa—Stewart calculou durante um intervalo de filmagem da série que ele havia ganho mais dinheiro durante aquele intervalo do que durante 10 semanas de Woolf? em Londres—Stewart recebeu uma indicação ao Screen Actors Guild Award para "Melhor Interpretação de um Ator em uma Série Dramática". De 1994 até 2002, ele também interpretou Picard nos filmes Star Trek Generations (1994), Star Trek: First Contact (1996), Star Trek: Insurrection (1998) e Star Trek Nemesis (2002); além de ter aparecido no episódio piloto de Star Trek: Deep Space Nine, "Emissary".
Quando perguntado em 2011 sobre qual era o ponto alto de sua carreira, ele escolheu The Next Generation, "porque mudou tudo [para mim]". Ele também disse que estava muito orgulhoso sobre seu trabalho em The Next Generation, por sua mensagem social e impacto educacional nos espectadores jovens. Ao ser questionado sobre o significado de seu papel comparado a sua carreira shakespeariana, Stewart disse:
| “ | O fato é que todos aqueles anos na Royal Shakespeare Company—interpretando todos aqueles reis, imperadores, príncipes e heróis trágicos—foram nada além do que uma preparação para sentar na cadeira do capitão da Enterprise. | ” |

Os prêmios que Stewart recebeu inclui os leitores da TV Guide o escolhendo com Cindy Crawford, quem ele nunca havia ouvido falar, como o homem e a mulher "mais audaciosos" da televisão. Stewart considerou isso uma distinção única por causa de sua idade e calvície. Em uma entrevista a Michael Parkinson, ele expressou sua gratidão a resposta de Gene Roddenberry a um reporter que disse, "Certamente eles teriam curado a calvície até o século XXIV", com Roddenberry respondendo que, "No século XXIV, eles não iriam se importar".

### Outros trabalhos notáveis

#### Cinema e televisão
Stewart disse que ele nunca teria se juntado a The Next Generation se ele soubesse que a série iria durar sete anos:
| “ | Não, não. NÃO. E olhando para trás ainda me assusta um pouco pensar o quanto de minha vida foi totalmente dedicado a Star Trek e quase mais nada. | ” |

Stewart ficou tão marcado como Picard que ele passou a ter dificuldades em conseguir outros papéis em Hollywood. A grande exceção foi a série de filmes X-Men. Os sucessos dos filmes resultaram em mais um papel regular e lucrativo em uma grande série de super-heróis. O personagem de Stewart, o Professor Charles Xavier, é muito semelhante a Picard e ele mesmo: "um imponente, de voz profunda, inglês careca". Desde então ele deu voz ao personagem em três jogos eletrônicos, X-Men Legends, X-Men Legends II: Rise of Apocalypse e X-Men: Next Dimension. Outros papéis na televisão e no cinema inclui o extravagante homossexual Sterling no filme Jeffrey (1995) e o Rei Henrique II da Inglaterra no filme para a televisão The Lion in Winter (2003), recebendo indicações ao Golden Globe Award por sua performance. Ele interpretou o Capitão Ahab no filme para televisão de 1998 Moby-Dick, também recebendo uma indicação ao Golden Globe e uma para o Primetime Emmy Award por sua interpretação.
No final de 2003, durante a décima primeira e última temporada de Frasier, Stewart apareceu no programa como um homossexual que confunde Frasier por um amante em potencial. Em julho de 2003, ele apareceu no nono episódio de Top Gear no segmento Star in a Reasonably Priced Car. Ele alcançou um tempo de 1min 50s com um Suzuki Aerio. Em 2005, ele apareceu na minissérie de quatro episódios Eleventh Hour, como o Professor Ian Hood; o primeiro episódio foi ao ar em janeiro de 2006. Também em 2005, ele interpretou o Capitão Nemo na adaptação em duas partes de L'Île Mystérieuse. Stewart também fez uma participação na série Extras como uma caricatura obcecada por nudez de si mesmo, substituindo Jude Law no último minuto. Por se interpretar, ele foi indicado ao Emmy Award de Melhor Ator Convidado em Série Cômica em 2006.

#### Teatro

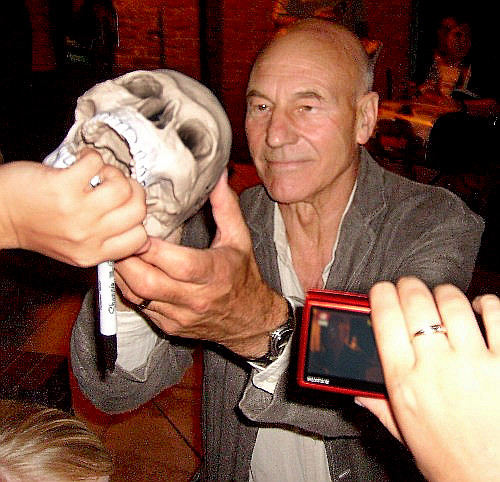
Stewart dando autógrafos após uma encenação de Hamlet na RSC em 2008

Depois do início de The Next Generation, Stewart logo percebeu que ele sentia falta de atuar no teatro. Embora ele manteve-se associado a Royal Shakespeare Company (RSC), as longas filmagens do programa impediam que ele participasse da maioria das produções. No lugar, Stewart começou a escrever espetáculos de um homem só que ele realizava em universidade da Califórnia e em escolas de atuações. Stewart percebeu que uma—uma versão de A Christmas Carol, de Charles Dickens, em que ele interpretava mais de 40 personagens—era a ideal para ele devido sua agenda limitada. Em 1991, ele apresentou seu espetáculo na Broadway, recebendo uma indicação ao Drama Desk Award de Melhor Espetáculo de Uma Pessoa. Ele realizou reprises de seu espetáculo em 1992, 1993, 1994, 1996, uma vez para arrecadar fundos para as famílias de vítimas e sobreviventes dos Ataques de 11 de setembro de 2001, e durante 23 dias no London's West End em dezembro de 2005. Por suas interpretações nessa peça, Stewart recebeu o Drama Desk por Melhor Performance Solo em 1992 e o Laurence Olivier Award de Melhor Entretenimento para Performance Solo em 1994. Ele estrelou como Ebenezer Scrooge na adaptação televisiva de 1999, recebendo uma indicação ao Screen Actors Guild Award por sua interpretação. Ele também foi o coprodutor do programa.
Papéis shakespearianos durante esse período incluem Prospero em The Tempest, na Broadway em 1995, um papel que ele iria reprisar na produção de Rupert Goold em 2006 como parte do Festival de Trabalhos Completos da Royal Shakespeare Company. Em 1997, ele pegou o papel de Otelo com Shakespeare Theatre Company em uma produção "foto negativa" de um Otelo branco com todo o resto do elenco negro. Stewart queria interpretar o papel desde os 14 anos, então ele e a diretora Jude Kelly inverteram a peça para que Otelo se tornasse um comentário de um homem branco em uma sociedade negra.
| Patrick Stewart            | [Críticos teatrais de Londres] ... lhe agraciaram com talvez o maior elogio que eles possam conjurar. Ele, segundo eles, superou a indignidade técnica de ser uma grande estrela americana de televisão. | Patrick Stewart |
| — The New York Times, 2008 | |                 |

Seus anos nos Estados Unidos lhe fez perder várias oportunidades para interpretar papéis importantes para um ator shakespeariano, como Hamlet, Romeu e Ricardo III. Ele interpretou Antônio junto com Harriet Walter como Cleópatra em Antony and Cleopatra no Novelle Theatre em Londres no ano de 2007, recebendo críticas excelentes. Durante esse período, Stewart também falou na Durham Union Society sobre sua vida e carreira. Quando ele começou a interpretar Macbeth no West End em 2007, alguns disseram que ele estava muito velho para o papel; entretanto, ele e o espetáculo novamente receberam excelentes críticas, com um crítico dizendo que Stewart era "um de nossos melhores atores shakespearianos".
Em 2008, Stewart interpretou o Rei Cláudio em Hamlet junto com David Tennant. Ele venceu o Laurence Olivier Award de Melhor Ator Coadjuvante por esse papel. Ao receber o prêmio, ele o dedicou "em parte" para Tennant e para Edward Bennett, o substituto de Tennant depois dele ter machucado as costas e ficado de fora de Hamlet durante quatro semanas, desqualificando-o de uma indicação ao Olivier.
Em 2009, Stewart apareceu junto com Ian McKellen como a dupla protagonista de Waiting for Godot. Anteriormente, ele havia aparecido com McKellen no teatro apenas uma vez, porém os dois desenvolveram uma amizade ao trabalharem juntos nos filmes X-Men. Stewart afirmou que atuar nessa peça foi a realização de um sonho de 50 anos, tendo assistido aos 17 anos Peter O'Toole aparecer no Bristol Old Vic estrelando a peça. Sua interpretação, segundo os críticos, capturou bem o equilíbrio entre humor e desespero que caracteriza a obra.

### Dublagem
Conhecido por sua voz forte e autoritária, Stewart já fez dublagem em vários projetos. Ele já narrou gravações de Petya i Volk de Sergei Prokofiev, Le Quattro Stagioni de Antonio Vivaldi, The Last Battle de C. S. Lewis, e Return to the Centre of the Earth de Rick Wakeman; como também vários programas de televisão como High Spirits with Shirley Ghostman. Stewart também fez a narração de Nine Worlds, um tour astronômico pelo Sistema Solar, e documentários sobre a natureza como The Secret of Life on Earth e Mountain Gorilla. Ele também pode ser ouvido como a voz do Espelho Mágico no espetáculo da Disneyland, Snow White – An Enchanting Musical. Ele também é o narrador do lançamento americano de Dragons: A Fantasy Made Real.
Ele também já dublou os filmes de animação The Prince of Egypt, Jimmy Neutron: Boy Genius, Chicken Little, The Pagemaster e nas dublagens americanas dos filmes japoneses Kaze no Tani no Naushika e Suchīmubōi. Ele dublou o porco Napoleão na adaptação televisiva de Animal Farm, de George Orwell, e apareceu como convidado em The Simpsons no episódio "Homer the Great", fazendo Número Um. Stewart também narrou o prólogo e o epílogo de The Nightmare Before Christmas, que também aparece no álbum da trilha sonora do filme. Ele originalmente iria fazer a voz de Jafar em Aladdin, porém não conseguiu devido a problemas de agenda.
Mais recentemente, ele fez o papel recorrente de Avery Bullock na série American Dad!, além de ter feito várias aparições em diferentes papéis na série Family Guy: primeiro em "Peter's Got Woods", segundo em "No Meals on Wheels" fazendo a voz de Peter Griffin, terceiro em "Lois Kills Stewie" como seu personagem de American Dad!, quarto em "Not All Dogs Go to Heaven" como ele mesmo, quinto em "And Then There Were Fewer" como um gato que afirma ser professor, sexto em "Holloween on Spooner Street" como Dick Pump, sétimo em "The Hand That Rocks the Wheelchair" como Susie Swanson e uma última vez em "Its a Trap!" como Capitão Picard.
Além de emprestar sua voz a vários jogos das franquias Star Trek e X-Men, Stewart já trabalhou em outros não relacionados, como Castlevania: Lords of Shadow, Forgotten Realms: Demon Stone, Lands of Lore: The Throne of Chaos e The Elder Scrolls IV: Oblivion, jogo o qual ele venceu um Spike Video Game Awards em 2006 por dublar o Imperador Uriel Septim VII.

## Vida pessoal

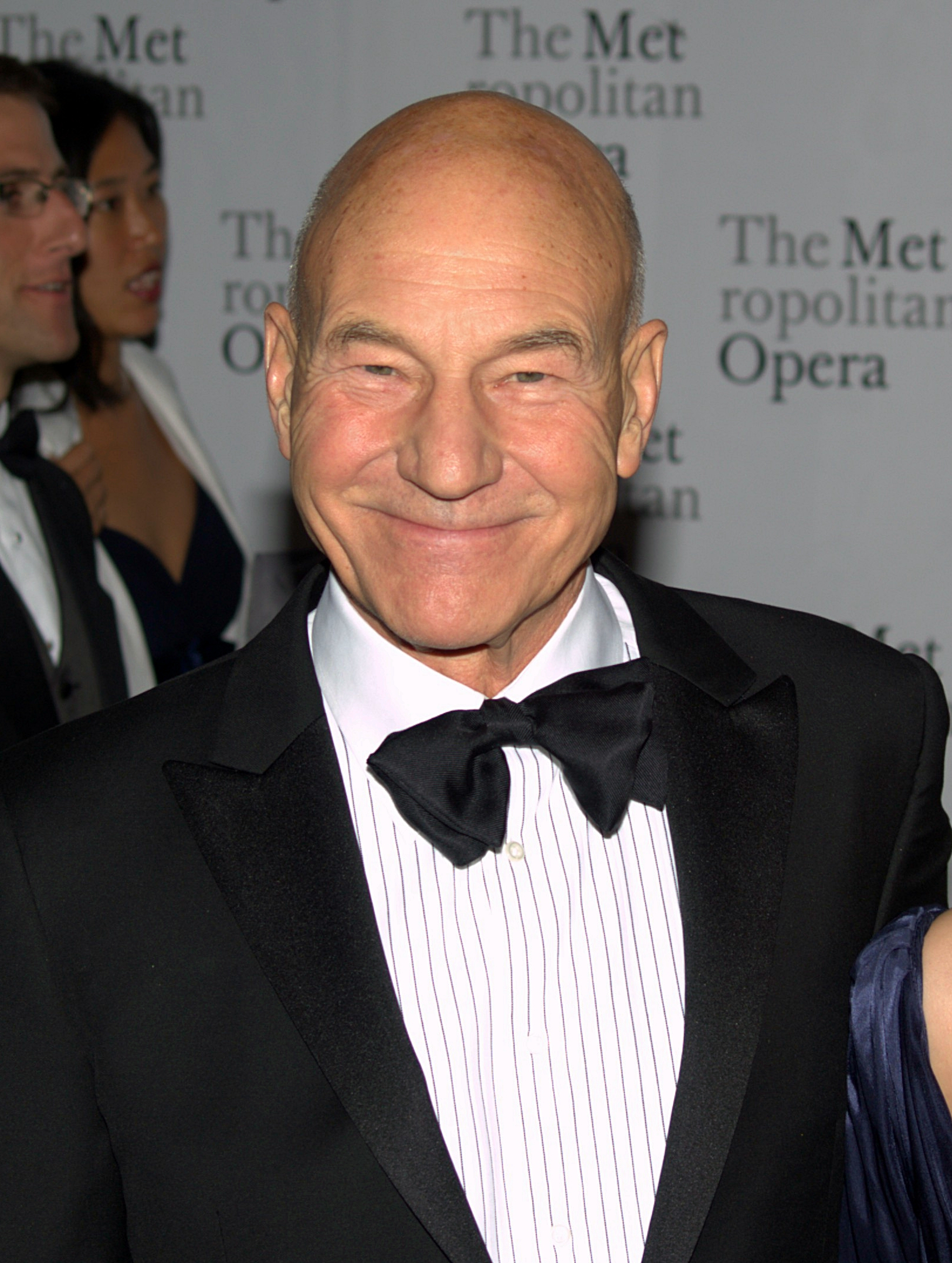
Stewart na noite de abertura de Das Rheingold na Metropolitan Opera em 2010

Stewart e sua primeira esposa, Sheila Falconer, têm dois filhos: Daniel Freedom e Sophie Alexandra. Stewart e Falconer se divorciaram em 1990. Em 1997, ele ficou noivo de Wendy Neuss, uma das produtoras de Star Trek: The Next Generation, se casando em 25 de agosto de 2000, divorciando-se três anos depois. Quatro meses antes de sua separação de Neuss, Stewart atuou junto com Lisa Dillon em uma produção de Bygmester Solness, e os dois ficaram romanticamente envolvidos até 2007. Em 2008 Patrick se envolveu com a cantora de jazz americana Sunny Ozell, com quem se casou em 08 de setembro de 2013, em uma cerimônia oficiada por seu amigo de longa data, o também ator Ian McKellen.
Tendo morado em Los Angeles por muitos anos, Stewart voltou para o Reino Unido em 2004. Em uma entrevista para Gavin Esler da BBC, ele disse que foi porque estava com saudades de casa e porque ele desejava voltar a trabalhar no teatro. No mesmo ano, Stewart se tornou Chanceler da Universidade de Huddersfield e subsequentemente Professor de Artes Cênicas em julho de 2008. Apesar de sua agitada agenda de atuação, ele leva seu papel universitário muito a sério e regularmente comparece em cerimonias de graduação, além de dar aulas de mestrado em drama para estudantes durante suas visitas. Stewart foi nomeado um Oficial da Ordem do Império Britânico (OBE) em 2001, dizendo "Estou muito emocionado e muito feliz com isso e foi uma manhã deliciosa". Stewart se tornou um Cavaleiro Celibatário em 2010 por seus serviços às artes cênicas. Ele reconheceu a "honra inesperada" e agradeceu a seu antigo professor de inglês que o encorajou a atuar.
Suas crenças políticas estão ligadas aos ideais de igualdade e justiça. Ele se considera um socialista e é um membro do Partido Trabalhista. Ele afirmou, "Meu pai era um sindicalista muito forte e essas questões trabalhistas fundamentais foram integradas em mim". Ele criticou muito a Guerra do Iraque e o governo britânico pela legislação na área das liberdades civis, em especial, o plano para estender o tempo de detenção por nenhuma causa até 42 dias. Ele assinou uma carta aberta contra essas propostas em março de 2008.
Stewart também é o presidente do Huddersfield Town F.C. Reserves and Academy, o projeto de futebol local para identificar e desenvolver jovens talentos. Ele é um torcedor de longa data do time.

## Filmografia

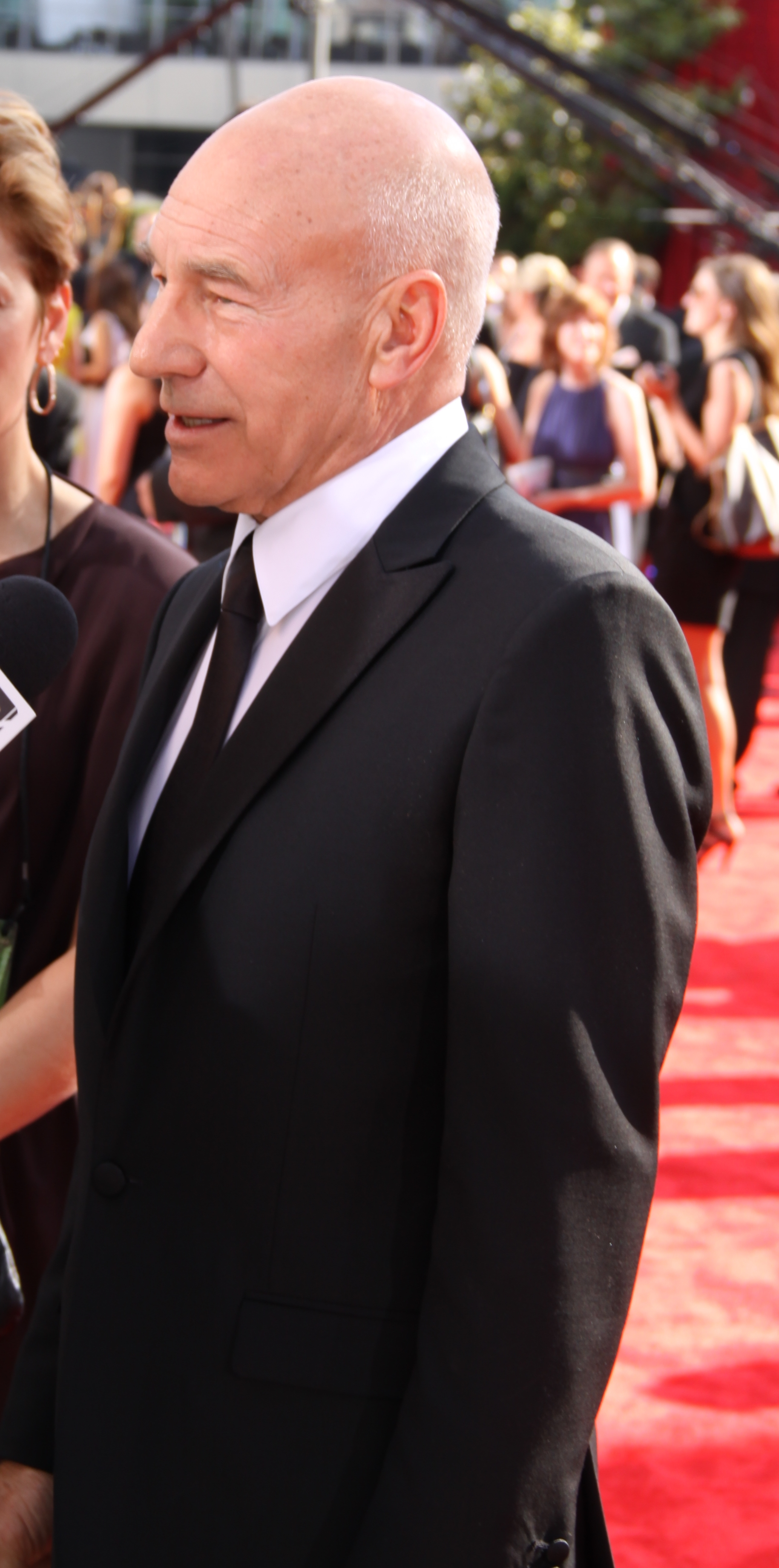
Stewart no Primetime Emmy Award de 2010

### Cinema
| Ano  | Título                                      | Título em português                      | Papel                            | Notas              |
| ---- | ------------------------------------------- | ---------------------------------------- | -------------------------------- | ------------------ |
| 1975 | Hedda                                       | Hedda                                    | Ejlert Løvborg                   |                    |
| 1975 | Hennessy                                    | O Dia Fatal                              | Tilney                           |                    |
| 1979 | Excalibur                                   | Excalibur                                | Rei Leondegrance                 |                    |
| 1982 | The Plague Dogs                             | Os Cães Plagueados                       | Major                            | Voz                |
| 1984 | Dune                                        | Duna                                     | Gurney Halleck                   |                    |
| 1984 | Uindii                                      |                                          | Sr. Duffner                      |                    |
| 1985 | Lifeforce                                   | Força Sinistra                           | Dr. Armstrong                    |                    |
| 1985 | Wild Geese II                               | Caçado pelos Cães de Guerra              | General Russo                    |                    |
| 1985 | Code Name: Emerald                          | Operação Esmeralda                       | Coronel Peters                   |                    |
| 1985 | The Doctor and the Devils                   | O Médico e os Monstros                   | Professor Macklin                |                    |
| 1986 | Lady Jane                                   | Lady Jane: Uma História Verdadeira       | Henry Grey/Duque de Sulfolk      |                    |
| 1991 | L.A. Story                                  | Loucuras em Los Angeles                  | Sr. Perdue/ Maitre D' no L'Idiot |                    |
| 1993 | Robin Hood: Men in Tights                   | A Louca Louca História de Robin Hood     | Ricardo Coração de Leão          |                    |
| 1994 | Star Trek: Generations                      | Jornada nas Estrelas: A Nova Geração     | Capitão Jean-Luc Picard          |                    |
| 1994 | The Pagemaster                              | Pagemaster: O Mestre da Fantasia         | Aventura                         | Voz                |
| 1994 | In Search of Dr. Seuss                      |                                          | Sargento Mulvaney                | Voz                |
| 1996 | Star Trek: First Contact                    | Jornada nas Estrelas: Primeiro Contato   | Capitão Jean-Luc Picard          |                    |
| 1997 | Conspiracy Theory                           | Teoria da Conspiração                    | Dr. Jonas                        |                    |
| 1997 | Masterminds                                 | Marcação Cerrada                         | Rafe Bentley                     |                    |
| 1998 | Star Trek: Insurrection                     | Jornada nas Estrelas: Insurreição        | Capitão Jean-Luc Picard          |                    |
| 1998 | The Prince of Egypt                         | O Príncipe do Egito                      | Faraó Seti I                     | Voz                |
| 2000 | X-Men                                       | X-Men: O Filme                           | Charles Xavier / Professor X     |                    |
| 2001 | Jimmy Neutron: Boy Genius                   | Jimmy Neutron, o Menino Gênio            | Rei Goobot                       | Voz                |
| 2002 | Star Trek: Nemesis                          | Jornada nas Estrelas: Nêmesis            | Capitão Jean-Luc Picard          |                    |
| 2003 | X2                                          | X-Men 2                                  | Charles Xavier / Professor X     |                    |
| 2004 | Boo, Zino & The Snurks                      | A Terra Encantada de Gaya                | Albert Drollinger                |                    |
| 2004 | Suchīmubōi                                  | Steamboy                                 | Dr. Lloyd Steam                  | Dublagem em inglês |
| 2005 | Chicken Little                              | O Galinho Chicken Little                 | Sr. Woolensworth                 | Voz                |
| 2005 | The Game of Their Lives                     | Duelo de Campeões                        | Velho Dent McSkimming            |                    |
| 2005 | Kaze no Tani no Naushika                    | Nausicaä do Vale do Vento                | Lorde Yupa                       | Dublagem em inglês |
| 2006 | X-Men: The Last Stand                       | X-Men: O Confronto Final                 | Charles Xavier / Professor X     |                    |
| 2006 | Bambi II                                    | O Grande Príncipe                        | Voz                              |                    |
| 2007 | TMNT                                        | As Tartarugas Ninja                      | Winters                          | Voz                |
| 2009 | X-Men Origins: Wolverine                    | X-Men Origens: Wolverine                 | Charles Xavier / Professor X     |                    |
| 2011 | Gnomeo and Juliet                           | Gnomeu e Julieta                         | Bill Shakespeare                 | Voz                |
| 2012 | Ted                                         | Ted                                      | Narrador                         | Voz                |
| 2012 | Ice Age: Continental Drift                  | A Era do Gelo 4                          | Ariscratle                       | Voz                |
| 2013 | The Wolverine                               | Wolverine Imortal                        | Charles Xavier / Professor X     |                    |
| 2014 | X-Men: Days of Future Past                  | X-Men: Dias de Um Futuro Esquecido       | Charles Xavier / Professor X     |                    |
| 2014 | Legends of Oz: Dorothy's Return             | Tugg                                     |                                  | Voz                |
| 2015 | Ted 2                                       |                                          | Narrador                         | Voz                |
| 2015 | Green Room                                  | Darcy                                    |                                  |                    |
| 2015 | Christmas Eve                               | Harris                                   |                                  |                    |
| 2017 | Logan                                       | Logan                                    | Charles Xavier / Professor X     |                    |
| 2017 | The Emoji Movie                             | Emoji, o Filme                           | Cocô                             | Voz                |
| 2019 | The Kid Who Would Be King                   | O Menino que Iria Ser Rei                | Merlin                           |                    |
| 2019 | Charlie's Angels                            | As Panteras                              | Bosley                           |                    |
| 2019 | Coda                                        | A Última Nota                            | Henry Cole                       |                    |
| 2022 | Doctor Strange in The Multiverse of Madness | Doutor Estranho no Multiverso da Loucura | Charles Xavier / Professor X     | [ 47 ]             |
| 2026 | Avengers: Doomsday                          | Indefinido                               | Charles Xavier / Professor X     |                    |

### Televisão
| Ano       | Título                             | Papel                      | Notas                      |
| --------- | ---------------------------------- | -------------------------- | -------------------------- |
| 1967      | Coronation Street                  | Bombeiro                   | 1 episódio                 |
| 1974      | Fall of Eagles                     | Vladimir Lenin             |                            |
| 1974      | Antony and Cleopatra               | Enobarbus                  | Drama para TV              |
| 1976      | I, Claudius                        | Lúcio Élio Sejano          | Minissérie                 |
| 1979      | Tinker, Tailor, Soldier, Spy       | Karla                      |                            |
| 1980      | Little Lord Fauntleroy             | Wilkins                    |                            |
| 1980      | Hamlet                             | Rei Cláudio                |                            |
| 1982      | Smiley's People                    | Karla                      |                            |
| 1987-1994 | Star Trek: The Next Generation     | Capitão Jean-Luc Picard    | Série de TV                |
| 1987      | The Devil's Disciple               | Reverendo Anthony Anderson |                            |
| 1994      | Gunmen                             | Peter Loomis               |                            |
| 1994      | Lands of Lore: The Throne of Chaos | Rei Richard                | Voz                        |
| 1995      | Jeffrey                            | Sterling                   |                            |
| 1995      | Let It Be Me                       | John                       |                            |
| 1995      | The Simpsons                       | Número 1                   | Episódio "Homer the Great" |
| 1995      | 500 Nations                        |                            | Minissérie, voz            |
| 1996      | The Canterville Ghost              | Sir Simon de Canterville   | Filme para TV              |
| 1998      | Dad Savage                         | Dad Savage                 |                            |
| 1998      | Moby Dick                          | Capitão Ahab               | Filme para TV              |
| 1998      | Safe House                         | Mace Sowell                | Filme para TV              |
| 1999      | A Christmas Carol                  | Ebenezer Scrooge           | Filme para TV              |
| 1999      | Animal Farm                        | Napoleão                   | Voz                        |
| 2002      | King of Texas                      | John Lear                  |                            |
| 2003      | The Lion in Winter                 | Henrique II da Inglaterra  | Filme para TV              |
| 2004      | Boo, Zino & The Snurks             | Albert Drollinger          |                            |
| 2004      | Suchīmubōi                         | Dr. Lloyd Steam            | Dublagem em inglês         |
| 2005      | Mysterious Island                  | Capitão Nemo               |                            |
| 2005      | The Snow Queen                     | O Corvo                    | Filme para TV, voz         |
| 2005      | American Dad!                      | Avery Bullock              | Voz                        |
| 2007      | Earth                              | Narrador                   | Voz                        |
| 2009      | Hamlet                             | Rei Cláudio/Fantasma       | Filme para TV              |
| 2010      | Macbeth                            | Macbeth                    | Filme para TV              |
| 2012      | Richard II                         | João de Gante              | Filme para TV              |
| 2013      | Latzud Pilim, lit                  | Michael Simpson            |                            |
| 2019      | Star Trek: Picard                  | Jean-Luc Picard            | 10 episódios               |

### Jogos
| Ano  | Título                               | Papel                             |
| ---- | ------------------------------------ | --------------------------------- |
| 2002 | X-Men: Next Dimension                | Charles Xavier / Professor X      |
| 2003 | Star Trek: Elite Force II            | Capt. Jean-Luc Picard             |
| 2003 | X2: Wolverine's Revenge              | Charles Xavier / Professor X      |
| 2004 | X-Men Legends                        | Charles Xavier / Professor X      |
| 2004 | Forgotten Realms: Demon Stone        | Khelban 'Blackstaff' Arunsun      |
| 2005 | X-Men Legends II: Rise of Apocalypse | Charles Xavier                    |
| 2006 | X-Men: The Official Game             | Charles Xavier                    |
| 2006 | Star Trek: Legacy                    | Capt. Jean-Luc Picard             |
| 2006 | The Elder Scrolls IV: Oblivion       | Imperador Uriel Septim VII        |
| 2010 | Castlevania: Lords of Shadow         | Zobek / Morte                     |
| 2010 | Lego Universe                        | Narrador                          |
| 2014 | Family Guy: The Quest for Stuff      | Patrick Stewart / Jean-Luc Picard |
| 2014 | Castlevania: Lords of Shadow 2       | Zobek                             |
| 2018 | My Memory of Us                      | Narrador                          |

## Prêmios e indicações
| Prêmio                                  | Ano  | Categoria                                          | Indicação                        | Resultado | Ref.   |
| --------------------------------------- | ---- | -------------------------------------------------- | -------------------------------- | --------- | ------ |
| Broadcast Film Critics Association      | 2018 | Melhor Ator Coadjuvante                            | Logan                            | Indicado  | [ 48 ] |
| Detroit Film Critics Society            | 2018 | Melhor Ator Coadjuvante                            | Logan                            | Indicado  | [ 48 ] |
| Drama Desk Awards                       | 1992 | Melhor Atuação Solo                                | A Christmas Carol                | Venceu    | [ 49 ] |
| Drama Desk Awards                       | 1996 | Melhor Ator em Peça de Teatro                      | The Tempest                      | Indicado  | [ 49 ] |
| Drama Desk Awards                       | 1999 | Melhor Ator em Peça de Teatro                      | The Ride Down Mt. Morgan         | Indicado  | [ 49 ] |
| Prêmios Globo de Ouro                   | 1999 | Melhor Ator em Minissérie ou Telefilme             | Moby Dick                        | Indicado  | [ 50 ] |
| Prêmios Globo de Ouro                   | 2005 | Melhor Ator em Minissérie ou Telefilme             | The Lion in Winter               | Indicado  | [ 50 ] |
| Prêmios Globo de Ouro                   | 2016 | Melhor Ator em Série de Comédia ou Musical         | Blunt Talk                       | Indicado  | [ 50 ] |
| Grammy Awards                           | 1996 | Melhor Álbum Falado Infantil                       | Prokofiev: Peter and the Wolf    | Venceu    | [ 51 ] |
| Grammy Awards                           | 2001 | Melhor Álbum Falado                                | The Complete Shakespeare Sonnets | Indicado  | [ 51 ] |
| Houston Film Critics Society            | 2018 | Melhor Ator Coadjuvante                            | Logan                            | Indicado  | [ 48 ] |
| Laurence Olivier Award                  | 1979 | Melhor Ator em uma Reprodução                      | The Merchant of Venice           | Indicado  | [ 49 ] |
| Laurence Olivier Award                  | 1979 | Melhor Ator Coadjuvante                            | Antony and Cleopatra             | Venceu    | [ 49 ] |
| Laurence Olivier Award                  | 1994 | Melhor Ator                                        | A Christmas Carol                | Indicado  | [ 49 ] |
| Laurence Olivier Award                  | 2008 | Melhor Ator                                        | Macbeth                          | Indicado  | [ 49 ] |
| Laurence Olivier Award                  | 2009 | Melhor Ator Coadjuvante                            | Hamlet                           | Venceu    | [ 49 ] |
| North Carolina Film Critics Association | 2018 | Melhor Ator Coadjuvante                            | Logan                            | Indicado  | [ 48 ] |
| North Texas Film Critics Association    | 2018 | Melhor Ator Coadjuvante                            | Logan                            | Indicado  | [ 48 ] |
| Outer Critics Circle                    | 1996 | Melhor Ator em Peça de Teatro                      | The Tempest                      | Indicado  | [ 49 ] |
| Outer Critics Circle                    | 2008 | Melhor Ator em Peça de Teatro                      | Macbeth                          | Indicado  | [ 49 ] |
| Phoenix Film Critics Society            | 2018 | Melhor Ator Coadjuvante                            | Logan                            | Indicado  | [ 48 ] |
| Emmy do Primetime                       | 1998 | Melhor Ator em Minissérie ou Telefilme             | Moby Dick                        | Indicado  | [ 52 ] |
| Emmy do Primetime                       | 2004 | Melhor Telefilme                                   | The Lion in Winter               | Indicado  | [ 52 ] |
| Emmy do Primetime                       | 2006 | Melhor Ator Convidado em Série de Comédia          | Extras                           | Indicado  | [ 52 ] |
| Emmy do Primetime                       | 2010 | Melhor Ator Coadjuvante em Minissérie ou Telefilme | Hamlet                           | Indicado  | [ 52 ] |
| Screen Actors Guild Awards              | 1994 | Melhor Ator em Série Dramática                     | Star Trek: The Next Generation   | Indicado  | [ 48 ] |
| Screen Actors Guild Awards              | 1999 | Melhor Ator em Minissérie ou Telefilme             | A Christmas Carol                | Indicado  | [ 48 ] |
| Screen Actors Guild Awards              | 2010 | Melhor Ator em Minissérie ou Telefilme             | Macbeth                          | Indicado  | [ 48 ] |
| Prêmio Saturno                          | 1990 | Melhor Ator                                        | Star Trek: The Next Generation   | Venceu    | [ 48 ] |
| Prêmio Saturno                          | 1997 | Melhor Ator em Cinema                              | Star Trek: First Contact         | Indicado  | [ 48 ] |
| Prêmio Saturno                          | 2000 | Melhor Ator em Televisão                           | A Christmas Carol                | Indicado  | [ 48 ] |
| Prêmio Saturno                          | 2001 | Melhor Ator Coadjuvante em Cinema                  | X-Men                            | Indicado  | [ 48 ] |
| Prêmio Saturno                          | 2018 | Melhor Ator Coadjuvante em Cinema                  | Logan                            | Venceu    | [ 48 ] |
| Seattle Film Critics Awards             | 2018 | Melhor Ator Coadjuvante                            | Logan                            | Indicado  | [ 48 ] |
| Tony Awards                             | 2008 | Melhor Ator em Peça de Teatro                      | Macbeth                          | Indicado  | [ 53 ] |